# Maria Eufrosina del Palatinato-Zweibrücken-Kleeburg

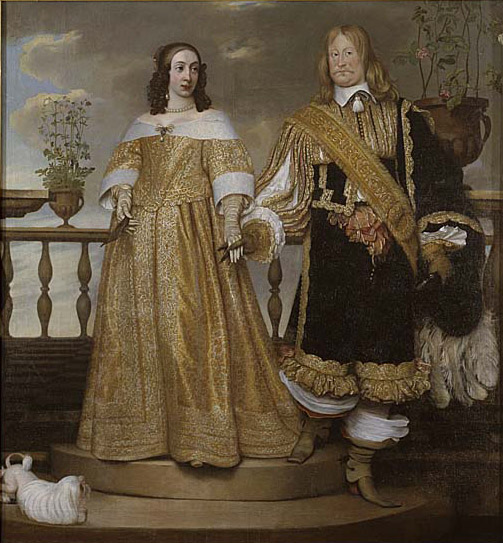
Magnus Gabriel De la Gardie con la sua consorte Maria Eufrosina del Palatinato-Zweibrücken, la sorella di re Carlo X di Svezia. Dipinto del 1653 ad opera di Hendrik Munnichhoven. L'immagine è piena di dettagli simbolici: Magnus Grabriel è in piedi in basso rispetto a sua moglie perché lei è la sorella del re; le loro mani che si tengono simboleggiano fedeltà; dalla fava nella mano di Maria Eufrosina emerge che lei è incinta. Il dipinto è considerato come uno dei più belli dei primi del barocco svedese.

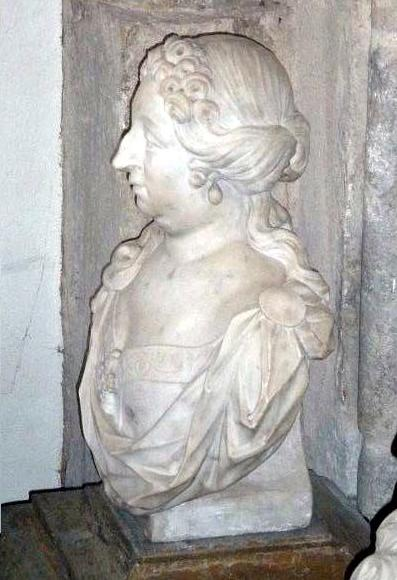
La contessa palatina Maria Eufrosina di Zweibrücken.

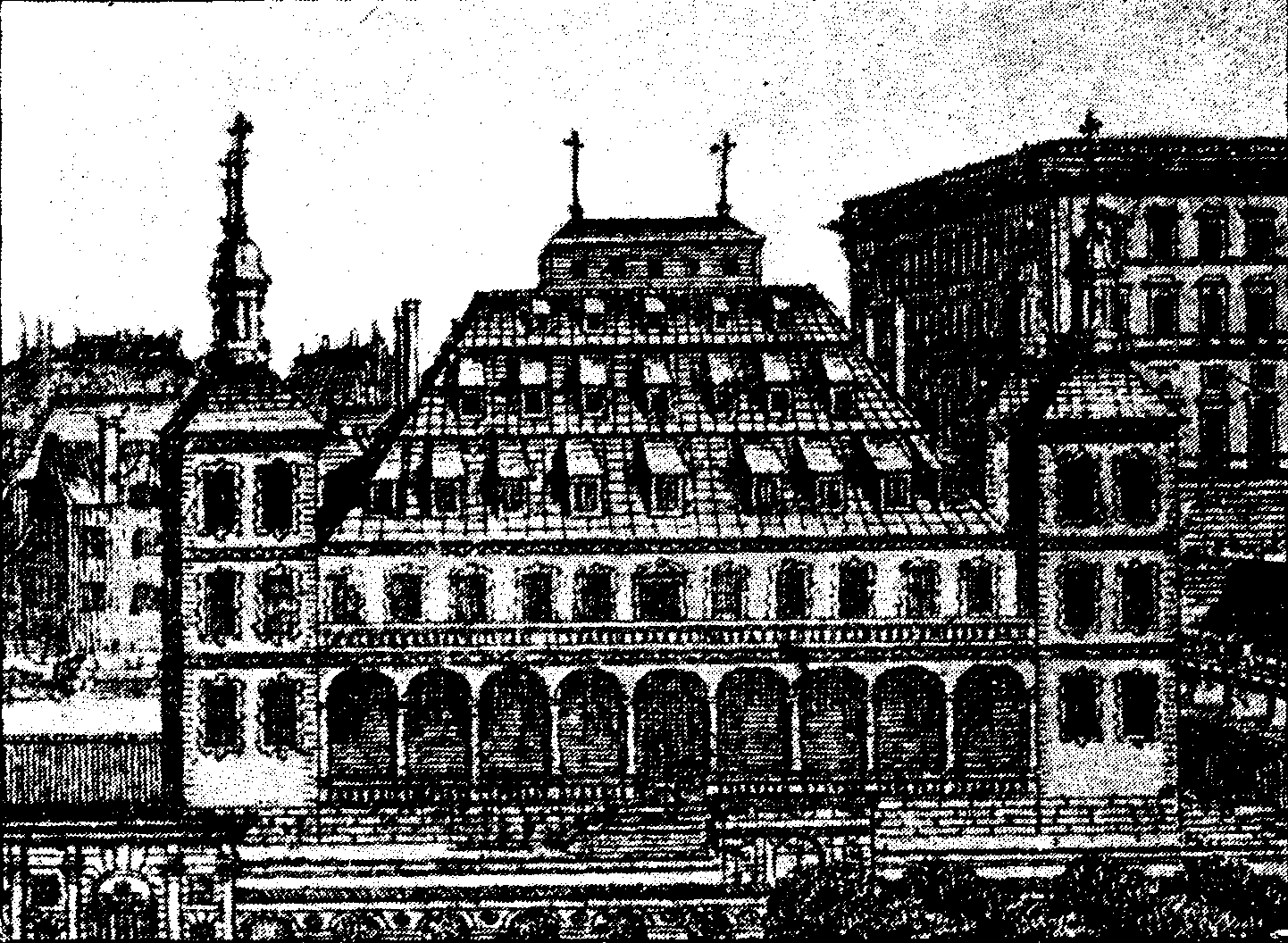
Palazzo di Makalös (ineguagliabile) della famiglia De la Gardie, attraverso l'acqua da il Castello reale di Stoccolma

Contessa palatina Maria Eufrosina di Zweibrücken (1625 – 1687) era cugina e sorella adottiva della regina Cristina di Svezia e sorella del re Carlo X Gustavo di Svezia. Fu anche, dopo l'ascesa al trono del fratello (1654), titolare principessa reale di Svezia.

## Biografia
Nacque dal conte palatino Giovanni Casimiro del Palatinato-Zweibrücken-Kleeburg e dalla principessa Caterina Vasa di Svezia. La sua famiglia fuggì dalla Germania durante la guerra dei trent'anni (1622), e Maria Eufrosina nacque in Svezia. Fu inizialmente allevata insieme alla cugina Cristina come sua sorella adottiva, ma presto, Cristina fu istruita separatamente, poiché le fu data la stessa educazione che era data ad un uomo a causa della sua posizione di monarca. 
Sposò il favorito di Cristina, il conte Magnus Gabriel De la Gardie, il 7 marzo 1645 nella cappella reale di Tre Kronor, in un matrimonio ritenuto combinato dalla regina Cristina. Nei resoconti tradizionali Cristina e Maria Eufrosina erano ritenute entrambe innamorate di Magnus: la regina avrebbe rinunciato al progetto di sposarlo lei stessa, lasciandolo a sua cugina con queste parole: Ti do ciò che non posso avere per me stessa. Il matrimonio  tuttavia non sarebbe stato felice. 
La coppia fu obbligata a lasciare la corte nel 1653 dopo un dissidio con la regina, ma poterono fare ritorno un anno dopo, quando il fratello di Maria Eufrosina salì al trono.   
All'incoronazione di suo fratello Carlo X nel 1654, a Maria Eufrosina fu concesso il rango e lo status di una principessa reale di Svezia, nonostante l'opposizione di alcuni membri della nobiltà. Non utilizzò mai il titolo di contessa, ma era conosciuta come "la principessa". Spesso riceveva petizioni per conto di chi voleva parlare con suo marito e agiva da mediatore per suo marito presso la famiglia reale, soprattutto quando fu in disgrazia con il monarca. 
Nel 1676 cercarono di implicarla, insieme sua cognata Maria Sofia, in un processo alle streghe ispirato dalla famosa Gävle-Boy, Lisbeth Carlsdotter. L'accusa non fu presa seriamente, probabilmente a causa della sua posizione, e contribuì invece a far considerare la Carlsdotter meno credibile. 
Molte delle proprietà della famiglia furono confiscate dalla corona nel 1682 da parte del re Carlo XI. 
Rimasta vedova nel 1686, morì un anno dopo.

## Famiglia
Sposò Magnus Gabriel De la Gardie il 7 marzo 1645. Di undici figli, soltanto tre diventarono adulti, e soltanto una (Hedvig Ebba), ebbe figli; tuttavia suo nipote morì senza figli.

### Figli
1. Gustaf Adolf De la Gardie (1647–1695), celibe, senza figli.
2. Catharina Charlotta De la Gardie (1655-1697), sposò Otto Wilhelm von Königsmarck, senza figli.
3. Ebba Hedvig De la Gardie (1657– ), sposò Carl Gustaf Oxenstierna (Eriksson), un figlio maschio che morì senza figli.

## Ascendenza
|                                                       |                     |                                | Genitori                      |  |  | Nonni |  |  | Bisnonni                            |  |  | Trisnonni                           |  |
|                                                       |                     |                                |                               |  |  |       |  |  | Volfango del Palatinato-Zweibrücken |  |  | Luigi II del Palatinato-Zweibrücken |  |
|                                                       |                     |                                |                               |  |  |       |  |  | Volfango del Palatinato-Zweibrücken |  |  | Luigi II del Palatinato-Zweibrücken |  |
|                                                       |                     | Elisabetta d'Assia             |                               |  |  |       |  |  | Volfango del Palatinato-Zweibrücken |  |  |                                     |  |
| Giovanni I del Palatinato-Zweibrücken                 |                     |                                |                               |  |  |       |  |  | Volfango del Palatinato-Zweibrücken |  |  |                                     |  |
|                                                       |                     | Anna d'Assia                   | Filippo I d'Assia             |  |  |       |  |  |                                     |  |  |                                     |  |
|                                                       |                     | Anna d'Assia                   | Filippo I d'Assia             |  |  |       |  |  |                                     |  |  |                                     |  |
|                                                       |                     | Anna d'Assia                   | Cristina di Sassonia          |  |  |       |  |  |                                     |  |  |                                     |  |
| Giovanni Casimiro del Palatinato-Zweibrücken-Kleeburg |                     | Anna d'Assia                   |                               |  |  |       |  |  |                                     |  |  |                                     |  |
|                                                       |                     | Guglielmo di Jülich-Kleve-Berg | Giovanni III di Kleve         |  |  |       |  |  |                                     |  |  |                                     |  |
|                                                       |                     | Guglielmo di Jülich-Kleve-Berg | Giovanni III di Kleve         |  |  |       |  |  |                                     |  |  |                                     |  |
|                                                       |                     | Guglielmo di Jülich-Kleve-Berg | Maria di Jülich-Berg          |  |  |       |  |  |                                     |  |  |                                     |  |
| Maddalena di Jülich-Kleve-Berg                        |                     | Guglielmo di Jülich-Kleve-Berg |                               |  |  |       |  |  |                                     |  |  |                                     |  |
|                                                       |                     | Maria d'Austria                | Ferdinando I d'Asburgo        |  |  |       |  |  |                                     |  |  |                                     |  |
|                                                       |                     | Maria d'Austria                | Ferdinando I d'Asburgo        |  |  |       |  |  |                                     |  |  |                                     |  |
|                                                       |                     | Maria d'Austria                | Anna Jagellone                |  |  |       |  |  |                                     |  |  |                                     |  |
| Maria Eufrosina di Zweibrücken, contessa palatina     |                     | Maria d'Austria                |                               |  |  |       |  |  |                                     |  |  |                                     |  |
|                                                       | Gustavo I di Svezia | Erik Johansson Vasa            |                               |  |  |       |  |  |                                     |  |  |                                     |  |
|                                                       | Gustavo I di Svezia | Erik Johansson Vasa            |                               |  |  |       |  |  |                                     |  |  |                                     |  |
|                                                       | Gustavo I di Svezia | Cecilia Månsdotter Eka         |                               |  |  |       |  |  |                                     |  |  |                                     |  |
| Carlo IX di Svezia                                    | Gustavo I di Svezia |                                |                               |  |  |       |  |  |                                     |  |  |                                     |  |
|                                                       |                     | Margherita Leijonhufvud        | Erik Abrahamsson Leijonhufvud |  |  |       |  |  |                                     |  |  |                                     |  |
|                                                       |                     | Margherita Leijonhufvud        | Erik Abrahamsson Leijonhufvud |  |  |       |  |  |                                     |  |  |                                     |  |
|                                                       |                     | Margherita Leijonhufvud        | Ebba Eriksdotter Vasa         |  |  |       |  |  |                                     |  |  |                                     |  |
| Caterina di Svezia                                    |                     | Margherita Leijonhufvud        |                               |  |  |       |  |  |                                     |  |  |                                     |  |
|                                                       |                     | Ludovico VI del Palatinato     | Federico III del Palatinato   |  |  |       |  |  |                                     |  |  |                                     |  |
|                                                       |                     | Ludovico VI del Palatinato     | Federico III del Palatinato   |  |  |       |  |  |                                     |  |  |                                     |  |
|                                                       |                     | Ludovico VI del Palatinato     | Maria di Brandeburgo-Kulmbach |  |  |       |  |  |                                     |  |  |                                     |  |
| Anna Maria di Wittelsbach-Simmern                     |                     | Ludovico VI del Palatinato     |                               |  |  |       |  |  |                                     |  |  |                                     |  |
|                                                       |                     | Elisabetta d'Assia             | Filippo I d'Assia             |  |  |       |  |  |                                     |  |  |                                     |  |
|                                                       |                     | Elisabetta d'Assia             | Filippo I d'Assia             |  |  |       |  |  |                                     |  |  |                                     |  |
|                                                       |                     | Elisabetta d'Assia             | Cristina di Sassonia          |  |  |       |  |  |                                     |  |  |                                     |  |
|                                                       |                     | Elisabetta d'Assia             |                               |  |  |       |  |  |                                     |  |  |                                     |  |